# Creston (Ohio)
Creston és una població dels Estats Units a l'estat d'Ohio. Segons el cens del 2000 tenia 2.161 habitants.

## Demografia
Segons el cens del 2000, Creston tenia 2.161 habitants, 828 habitatges, i 630 famílies. La densitat de població era de 377,5 habitants per km².
Dels 828 habitatges en un 33,5% hi vivien nens de menys de 18 anys, en un 63,6% hi vivien parelles casades, en un 9,4% dones solteres, i en un 23,8% no eren unitats familiars. En el 20,4% dels habitatges hi vivien persones soles el 10% de les quals corresponia a persones de 65 anys o més que vivien soles. El nombre mitjà de persones vivint en cada habitatge era de 2,61 i el nombre mitjà de persones que vivien en cada família era de 3.
Per edats la població es repartia de la següent manera: un 25,8% tenia menys de 18 anys, un 7,3% entre 18 i 24, un 31,8% entre 25 i 44, un 21,5% de 45 a 60 i un 13,5% 65 anys o més.
L'edat mediana era de 36 anys. Per cada 100 dones de 18 o més anys hi havia 97,7 homes.
La renda mediana per habitatge era de 39.821 $ i la renda mediana per família de 44.286 $. Els homes tenien una renda mediana de 35.065 $ mentre que les dones 21.023 $. La renda per capita de la població era de 16.462 $. Aproximadament l'1,8% de les famílies i el 4,9% de la població estaven per davall del llindar de pobresa.

## Poblacions més properes
El següent diagrama mostra les poblacions més properes.